# Kobieta wilk z Londynu
Kobieta wilk z Londynu (ang. She-Wolf of London) – amerykański film grozy z 1946 roku.

## Fabuła
W parku w Londynie dochodzi do serii morderstw. Phyllis Allenby, mieszkająca w posiadłości położonej w pobliżu parku, boi się, iż to ona jest sprawcą. Na rodzinie Allenby ciąży bowiem klątwa i dziewczyna zaczyna wierzyć w to, że nocą zamienia się w wilkołaka i morduje ludzi.

## Główne role
- Don Porter - Barry Lanfield
- June Lockhart - Phyllis Allenby
- Sara Haden - Martha Winthrop
- Jan Wiley - Carol Winthrop
- Lloyd Corrigan - Detektyw Latham
- Dennis Hoey - Inspektor Pierce
- Martin Kosleck - Dwight Severn
- Eily Malyon - Hannah
- Frederick Worlock - Ernie Hobbs,